# Bol'šoj Tyrkan
Il Bol'šoj Tyrkan (in russo Большой Тыркан?) è un fiume della Russia siberiana orientale, tributario di sinistra del Tyrkan (bacino idrografico dell'Aldan). Scorre nella Sacha-Jakuzia.
Nasce nell'area montuosa dell'altopiano dell'Aldan (la sorgente si trova a nord-est dei monti Tokinskij Stanovik); scorre dapprima con direzione nord-occidentale, poi settentrionale, ricevendo come maggior affluente il Malyj Tyrkan (lungo 83 km) dalla sinistra idrografica. Sfocia nel Tyrkan a 122 km dalla foce. La lunghezza del fiume è di 142 km, il bacino imbrifero è di 3 760 km².